# رودي ماكلين
رودي ماكلين (بالإنجليزية: Rudy Macklin)‏ مواليد 9 فبراير 1958 في لويفيل، هو لاعب كرة سلة أمريكي معتزل. بدأ مسيرته الاحترافية في سنة 1981. تم اختياره من قبل فريق أتلانتا هوكس خلال الدرافت. يبلغ طوله 6 قدم 7 بوصة (2.0 م). اعتزل اللعب في 1983. لعب مع أتلانتا هوكس ونيويورك نيكس.

## روابط خارجية
- رودي ماكلين على موقع إن بي أي (الإنجليزية)
- رودي ماكلين على موقع سبورتس رفرنس (الإنجليزية)
- رودي ماكلين على موقع كلية كرة السلة في سبورتس رفرنس.كوم (الإنجليزية)
- رودي ماكلين على موقع ريلجم (الإنجليزية)
- رودي ماكلين على موقع بروبوليرز (الإنجليزية)
- رودي ماكلين على موقع قاعة لويزيانا للمشاهير الرياضية (الإنجليزية)